# Pont de Neuilly (metrostation)
Pont de Neuilly er en station på metronettet i Paris og betjener metrolinje 1. Den ligger i kommunen Neuilly-sur-Seine. Mellem 1940 og 1950 vistes den på kort over metrosystemet under navnet Pont de Neuilly, Avenue de Madrid.

## Beliggenhed
Stationen var indtil 1992 linjens vestlige endestation, indtil denne i dette år forlængedes til La Défense.
Over jorden findes en busholdeplads og en esplanade, hvorfor man kan betragte La Défense-kvarteret.

## Adgang
Der er tre adgange til metrostationen :
- avenue Charles de Gaulle 185
- avenue Charles de Gaulle´205
- avenue Charles de Gaulle 209

## Trafikforbindelser
- RATP